# رابرت بولت
رابرت آکستن بولت (انگلیسی: Robert Oxton Bolt) (زاده ۱۵ اوت ۱۹۲۴ - درگذشته ۲۱ فوریه ۱۹۹۵) فیلم‌نامه‌نویس و نمایش‌نامه‌نویس اهل بریتانیا که برنده جایزه اسکار بهترین فیلم‌نامه اقتباسی شد.

## حرفه
فرزند یک مغازه دار و فارغ‌التحصیل رشته تاریخ از دانشگاه منچستر. او در حین سال‌های تحصیل و سپس تدریسش در همان دانشگاه، نمایشنامه‌های زیادی برای اجرای رادیو و همچنین اجرای صحنه‌ای نوشت.
موفقیت نمایشنامه Flowering Cherry باعث شد، رابرت جوان تدریس را رها کرده و تمام وقت به نویسندگی بپردازد. در سال ۱۹۶۰ دو نمایشنامه از این نویسنده برخواسته از سنت تئاتری انگلستان، یعنی مردی برای تمام فصول و همچنین ببر و اسب در معروفترین سالن‌های تئاتر انگلستان و اروپا اجرا شدند.
او بیشتر شهرتش را از نوشتن فیلمنامه‌های تعدادی از فیلم‌های دیوید لین دارد. لورنس عربستان، دکتر ژیواگو، دختر رایان که برای این دومی برنده جایزه اسکار شد. او همچنین برای نوشتن فیلمنامه مردی برای تمام فصول برنده جایزه اسکار و جایزه منتقدین نیویورک در سال ۱۹۶۶ شد.

## زندگی شخصی
بولت در طول زندگی‌اش چهار بار ازدواج کرد که دو با آن با بازیگر بریتانیایی سارا مایلز بود که ابتدا در سال ۱۹۷۵ از وی جدا شد و دوباره در سال ۱۹۸۸ با او ازدواج کرد. هم‌چنین او دوست صمیمی فرانکو نرو بود.

## گزیده فیلمشناسی
- لورنس عربستان (فیلم) (به همراه مایکل ویلسون (نویسنده)) (۱۹۶۲)
- دکتر ژیواگو (فیلم) (۱۹۶۵) – برنده جایزه اسکار بهترین فیلم‌نامه اقتباسی
- مردی برای تمام فصول (۱۹۶۶) – برنده جایزه اسکار
- دختر رایان (۱۹۷۰)
- باونتی (فیلم ۱۹۸۴) (۱۹۸۴)
- مأموریت (فیلم ۱۹۸۶) (۱۹۸۶)
- مردی برای تمام فصول (۱۹۸۸)
- فصل سفید خشک (۱۹۸۹)

## جوایز

### جوایز تونی
| سال  | اثر نامزد شده        | رده       | نتیجه    |
| ---- | -------------------- | --------- | -------- |
| ۱۹۶۲ | مردی برای تمام فصول  | Best Play | برنده    |
| ۱۹۷۲ | Vivat! Vivat Regina! | Best Play | نامزدشده |

### جوایز فیلمنامه
| سال  | اثر نامزد شده       | جایزه اسکار جایزه اسکار بهترین فیلم‌نامه اقتباسی | جوایز فیلم بفتا Best British Screenplay (A) جایزه بفتای بهترین فیلم‌نامه اصلی (B) | جایزه گلدن گلوب جایزه گلدن گلوب بهترین فیلم‌نامه |
| ---- | ------------------- | ----------------------------------------------- | -------------------------------------------------------------------------------- | ----------------------------------------------- |
| ۱۹۶۲ | لورنس عربستان       | نامزدشده                                        | برنده A (1963)                                                                   | —                                               |
| ۱۹۶۵ | دکتر ژیواگو         | برنده                                           | —                                                                                | برنده                                           |
| ۱۹۶۶ | مردی برای تمام فصول | برنده                                           | برنده A (1968)                                                                   | برنده                                           |
| ۱۹۸۶ | مأموریت             | —                                               | نامزدشده B (1987)                                                                | برنده                                           |